# Кубок португальської ліги з футболу 2025—2026
Кубок португальської ліги з футболу 2025—2026 — 19-й розіграш Кубка португальської ліги. Титул захищає «Бенфіка»

## Формат
У зв'язку зі збільшенням щільності футбольного календаря у змаганнях було запроваджено новий формат порівняно з попередніми сезонами: замість усіх команд із Прімейра-ліга та Сегунда-Ліга у них брали участь лише 8 команд. Шість найкращих команд із Прімейра-ліги та дві найкращі нерезервні команди з Сегунда-Ліга, які були розбиті на пари відповідно до їхнього становища у лізі, щоб зіграти чвертьфінальні матчі в один матч:
- 1-е місце (Прімейра Ліга) проти 2-го місця (Ліга Португалія 2)
- 2 місце (Прімейра Ліга) проти 1 місця (Ліга Португалія 2)
- 3-е місце (Прімейра Ліга) проти 6-го місця (Прімейра Ліга)
- 4-е місце (Прімейра Ліга) проти 5-го місця (Прімейра Ліга)

Переможці виходять у фінал чотирьох, який проводиться на нейтральному майданчику і складається з двох півфіналів і фіналу.

## Клуби
| Команда             | Ліга          | Місце |
| ------------------- | ------------- | ----- |
| Спортінг (Лісабон)  | Прімейра-ліга | 1-е   |
| Бенфіка             | Прімейра-ліга | 2-е   |
| Порту               | Прімейра-ліга | 3-є   |
| Брага               | Прімейра-ліга | 4-е   |
| Санта-Клара         | Прімейра-ліга | 5-е   |
| Віторія (Гімарайнш) | Прімейра-ліга | 6-е   |
| Тондела             | Сегунда-Ліга  | 1-е   |
| Алверка             | Сегунда-Ліга  | 2-е   |

## 1/4 фіналу
| Команда 1          | Рахунок | Команда 2           |
| ------------------ | ------- | ------------------- |
| 29 жовтня 2025     |         |                     |
| Брага              | :       | Санта-Клара         |
| Порту              | :       | Віторія (Гімарайнш) |
| Бенфіка            | :       | Тондела             |
| Спортінг (Лісабон) | :       | Алверка             |